# Жак Ноель
Жак Ноель (фр. Jacques Noël, нар. 6 квітня 1920 — жовтень 2004) — французький фехтувальник. Отримав золоту медаль у командних змаганнях з фехтування на рапірах на Літніх Олімпійських іграх 1952 року.